# Lexikologie
Lexikologie je lingvistická disciplína, která se zabývá lexikem, tedy slovní zásobou určitého jazyka a jejím užíváním. Slovní zásoba jazyka představuje subsystém, jehož jednotkami jsou slova a ustálená slovní spojení. Repertoár těchto jednotek je ve srovnání s ostatními jazykovými rovinami podstatně rozsáhlejší, protože bezprostředně odráží členitost mimojazykové reality. Lexikální rovina je složitými vztahy propojena se všemi ostatními jazykovými podsystémy. Slova se skládají z jednotek rovin nižších, tj. fonémů a morfémů, jejichž prostřednictvím jsou zvukově, slovotvorně a tvaroslovně utvářena, zároveň se však podílejí jako stavební prvky na vzniku jednotek rovin vyšších, tj. slovních spojení, vět a textů.
Za základní jednotku lexikální roviny bývá považováno slovo jakožto ustálená jednotka jazyka, která je tvořena řadou fonémů ve větě přemístitelnou (výjimečně fonémem jediným) a nese lexikální a/nebo gramatický (případně též pragmatický) význam.
Vzhledem k obtížím teoretické vymezitelnosti slova byly pro potřeby lexikologie abstrahovány i některé další jednotky:
- Lexém je abstraktní jednotka lexikálního subsystému nadřazená všem svým konkrétním manifestacím v řečových řetězcích, tj. zahrnující u ohebných slov všechny gramatické tvary (houbař, houbaře, houbařem; mluvím, mluví, bude mluvit).
- Většinou synonymně s termínem lexém se užívá označení lexikální jednotka. Termín lexikální jednotka však zahrnuje i víceslovná pojmenování (ryzec peprný) a frazémy (zaslíbená země, tlouct špačky).

Teorií a praxí vytváření slovníků se zabývá lexikografie. S lexikologií úzce souvisí také slovotvorba, jež studuje formu a význam jednotlivých pojmenování vzniklých na základě pojmenování již existujících, popř. procesem jejich vzniku.

## Lexikologie a její disciplíny
- slovotvorba – popisuje způsoby tvoření nových slov
- sémantika – je nauka o významu slov
- etymologie – zkoumá původ slov
- frazeologie – se věnuje ustáleným slovním spojením
- onomastika – hledá původ a zákonitosti tvorby vlastních jmen
- lexikografie – je nauka o slovnících
- neologie – nauka o nových slovech
- toponomastika – nauka o místních jménech
- nauka o jménech lidských produktů (značek, budov, výrobků …)[zdroj?]
- dialektologie – nauka o nářečí
- slangologie – o slangu, argotu
- terminologie – profesní mluva (lékařská …)